# Raciborowice Górne (stacja kolejowa)
Raciborowice Górne – zamknięta w listopadzie 2000 roku i zlikwidowana w 2007 roku stacja kolejowa w Raciborowicach Górnych, w gminie Warta Bolesławiecka, w powiecie bolesławieckim, w województwie dolnośląskim, w Polsce. Została otwarta w kwietniu 1906 roku przez BuK.